# Cổ bình giả
Cổ bình giả hay cổ bình lá có lông (danh pháp hai phần: Tadehagi pseudotriquetrum) là loài thực vật có hoa trong họ Đậu. Loài này được (DC.) Y.C.Yang & P.H.Huang miêu tả khoa học đầu tiên.